# Анна Зегерс
Анна Зе́герс  (нем. Anna Seghers, урождённая Нетти Райлинг, Annette (Netti) Reiling, в замужестве — Радваньи, Netti Radványi; 19 ноября 1900[…], Майнц — 1 июня 1983[…], Восточный Берлин) — немецкая писательница.

## Биография
Родилась 19 ноября 1900 года в Майнце в еврейской семье, отец Исидор Райлинг (Isidor Reiling) — антиквар и художественный эксперт. Мать — Хедвиг (Hedwig Reiling, урождённая Фульд, Fuld; 1880—1942).
Училась в Кёльнском и Гейдельбергском университетах.
Член Коммунистической партии Германии с 1928 года (с 1947 года член СЕПГ).
В 1932 году опубликовала первый роман «Спутники» (переведён на русский язык как «Попутчики» (1934) и «Соратники» (1982)).
В 1933 году после прихода к власти нацистов Зегерс была ненадолго арестована гестапо, а её книги сожжены, после чего она эмигрировала во Францию. Фактически именно это обстоятельство сделало из «обыкновенной домохозяйки и матери семейства» писательницу, пламенного борца с нацистской идеологией. Участвовала в антифашистском конгрессе писателей (Испания, июль 1937). В 1940 году, когда гитлеровские войска вступили во Францию, Анна Зегерс из оккупированного Парижа переехала на юг, в Марсель. В 1941 году она перебралась в Мехико, где основала антифашистский «Клуб Генриха Гейне» (нем. Heinrich-Heine-Klub) и журнал «Свободная Германия» (нем. Freies Deutschland). В эмиграции написала свои самые известные произведения — романы «Седьмой крест» и «Транзит».

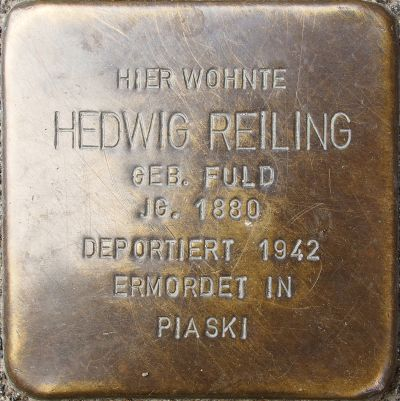
Камень преткновения в память о Хедвиг Райлинг (1880—1942), матери Анны Зегерс

В 1942 году в гетто в Пясках убита Хедвиг Райлинг, мать Анны.

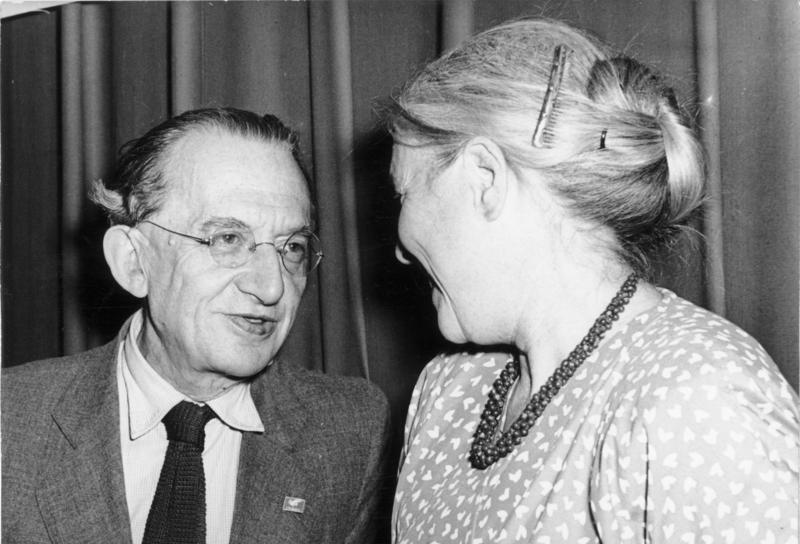
Дьёрдь Лукач и Анна Зегерс

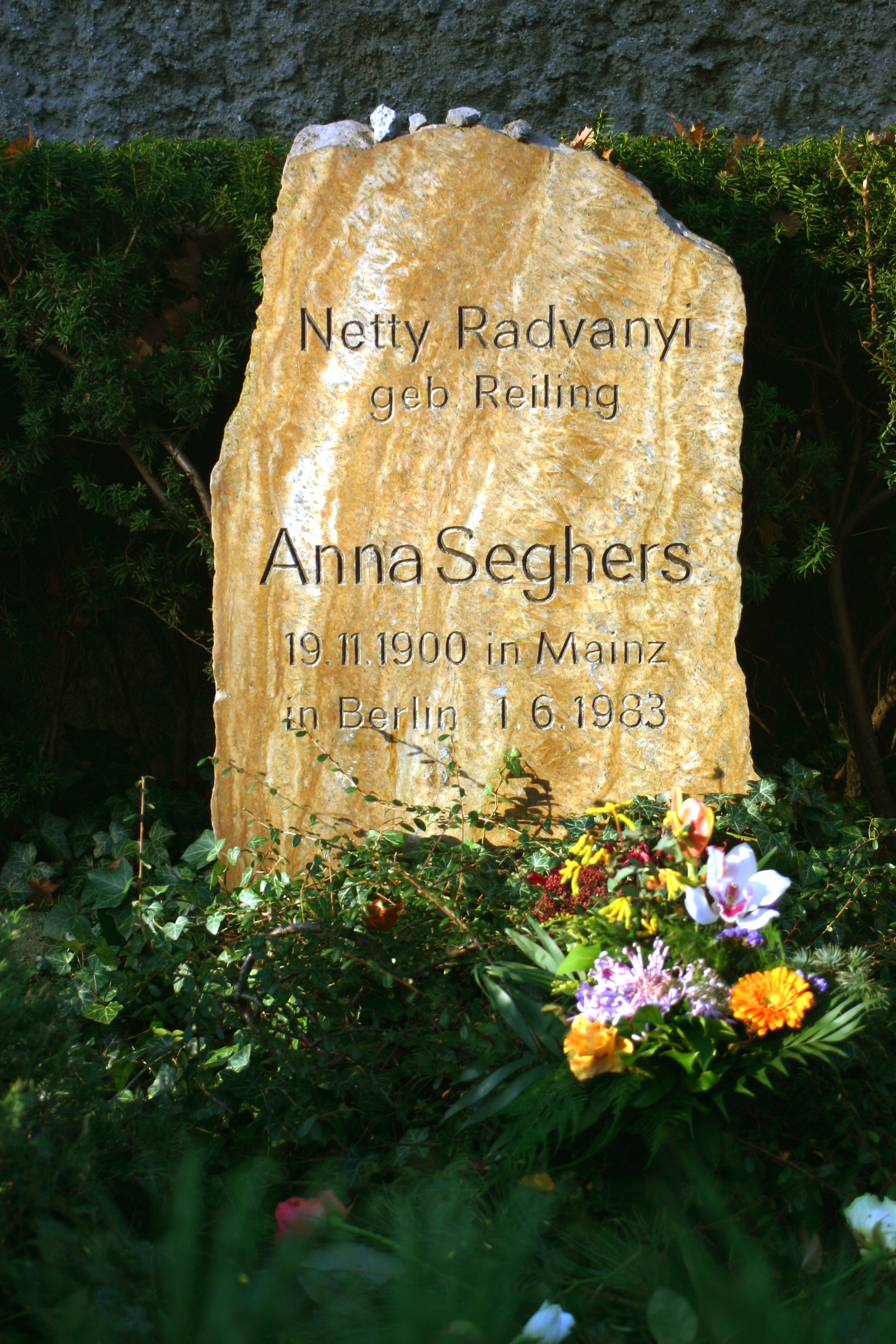
Могила Анны Зегерс в Берлине

Вечером 24 июня 1943 году на Проспекте Реформы в Мехико Анну Зегерс сбил автомобиль, водитель которого скрылся. В бессознательном состоянии писательницу доставили в госпиталь, где врачи долго боролись за её жизнь. Писательница получила серьёзную травму головы и лишь в начале 1944 года смогла вернуться к работе и начала писать роман «Мёртвые остаются молодыми», опубликованный в 1949 году в Берлине.
Опубликовала в Нью-Йорке в издательстве Aurora-Verlag («Аврора») в 1946 году рассказ «Прогулка мёртвых девушек», написанный в 1943—1944 гг.
После окончания Второй мировой войны в 1947 году она вернулась в Восточную Германию, поселилась в Берлине и после раздела Германии жила в ГДР.
В 1959 году был издан роман «Решение», а в 1968 было издано продолжение — «Доверие».
Зегерс была членом Всемирного совета мира и Комитета по международным Ленинским премиям; председателем Союза немецких писателей (1958—1978); членом Немецкой академии искусств.
Умерла 1 июня 1983 года в Восточном Берлине.

## Личная жизнь
В 1925 году Зегерс вышла замуж за венгерского писателя и социолога Ласло Радваньи (венг. Radványi László; 1900—1978), в браке родилось двое детей.

## Сочинения
- 1928 — Восстание рыбаков
- 1932 — Шофёрские права (Der Fuhrerschein)
- 1932 — Спутники (Die Gefährten)
- 1933 — Оцененная голова (Der Kopflohn)
- 1934 — Установка пулемёта в квартире фрау Кампчик (Aufstellung eines maschinengewehrs im Wohnzimmer de Frau Kamptschik)
- 1935 — Спасение
- 1935 — Путь через февраль (Der Weg durch den Februar)
- 1942 — Седьмой крест[англ.] (Das siebte Kreuz)
- 1944 — Транзит[англ.] (англ. Transit Visa — 1944, нем. Transit — 1947)
- 1943—1944 — Прогулка мёртвых девушек (Der Ausflug der toten Mädchen)
- 1945 — Конец (Das Ende)
- 1946 — Саботажники
- 1948 — Негр против Наполеона (исторический очерк)
- 1949 — Мёртвые остаются молодыми (Die Toten bleiben jung)
- 1949 — Свадьба на Гаити (Die Hochzeit von Haiti)
- 1950 — Крисанта (Crisanta)
- 1959 — Решение (Die Entscheidung)
- 1961 — Свет на эшафоте (Das Licht auf dem Galgen)
- 1962 — Карибские зарисовки (Karibische Geschichten)
- 1965 — Агата Швейгерт (Agathe Schweigert) (цикл "Сила слабых)
- 1968 — Доверие (Das Vertrauen)
- 1973 — Цикл «Странные встречи» (Sonderbare Begegnungen) (1.Встреча в пути, 2.Предания о неземных пришельцах (Sagen von Unirdischen), 3.Явка (Der Treffpunkt))
- 1980 — Три гаитянские женщины (Drei Frauen aus Haiti)

## Экранизации
- 1976 — Свет на виселице / Das Licht auf dem Galgen — по рассказу «Свет на эшафоте»

## Награды
- Международная Сталинская премия «За укрепление мира между народами» (1951);
- Национальная премия ГДР (1951, 1959);
- Орден Трудового Красного Знамени (СССР)
- Орден Дружбы народов (18.11.1975)[8]
- Орден «Большая звезда дружбы народов» (ГДР)

## Публикации на русском языке
- Собрание сочинений в шести томах. М.: Художественная литература, 1982—1984.
- Путь через февраль. М.: Художественная литература, 1935
- Зегерс Анна. Транзит: Роман, рассказы / Пер. с нем. — Алма-Ата: Жазушы, 1985. — 328 с.

## Образ в кино
Имя Анны Зегерс упоминается во второй серии телефильма «Семнадцать мгновений весны» в числе тех писателей, на которых начались гонения после прихода к власти в Германии нацистов.